# 맥리호스오브비오크 남작 머레이 맥리호스
맥리호스오브비오크 남작 크로포드 머레이 맥리호스(Crawford Murray MacLehose, Baron MacLehose of Beoch, KT, GBE, KCMG, KCVO, DL, 1917년 10월 16일 ~ 2000년 5월 27일)는 영국의 정치인, 외교관으로 1971년부터 1982년까지 25대 홍콩 총독을 지냈는데 최장 기간 재임한 홍콩 총독이다. 중국식 이름으로는 마이리호(麥理浩)로 불린다.

## 어린 시절과 경력
머레이 맥리호스는 스코틀랜드 글래스고에서 해미시 알렉산더 맥리호스와 마가릿 브루스 블랙 사이에서 둘째로 태어났다. 맥리호스는 럭비 스쿨과 옥스퍼드 대학교 베일리올 칼리지를 나왔다.
제2차 세계 대전 때 부영사로서 맥리호스는 일본군 후방에서 싸울 중국인 게릴라들을 훈련시켰고 1960년대 후반에는 외무장관 조지 브라운의 수석 개인 비서가 됐다.
맥리호스의 외교관 경력은 그가 1967년 어느 은행에 기밀 전보 복사본을 두었을 때 위기에 처했는데 해당 문서는 미국 대통령 린든 존슨과 영국 총리 해롤드 윌슨의 월남전 관련 서신에 대한 것이었다. 전보의 내용이 유출되기 전 다른 영국 외교관이 수습할 수 있었다. 해롤드 윌슨과 조지 브라운은 맥리호스의 능력과 경력을 고려하여 맥리호스를 수사하지 않기로 결정했고 이에 따라 맥리호스는 외교관 경력을 이어나갈 수 있었다. 맥리호스는 1967년 주남베트남 영국대사가 됐고 이후 주중영국대사관에서 복무하다가 주덴마크 영국대사가 됐다.
2000년 5월 27일, 스코틀랜드 에어셔주에서 사망했다.

## 홍콩 총독
맥리호스는 1971년 11월부터 1982년 5월까지 홍콩 총독 자리에 있었는데 알렉산더 그랜덤보다 1개월 더 긴 10년 6개월 동안 재위하며 최장 홍콩 총독이 됐다.
맥리호스는 현대 홍콩의 기반을 닦은 다양한 개혁 정책들을 도입했다. 그는 중국어를 영어와 더불어 공용어로 인정했다. 맥리호스는 복지를 확대하고 수많은 공공 주택 프로그램을 설정했다. 수많은 대중적 압력 하에 맥리호스는 부패 척결을 위해 염정공서를 세우고 홍콩의 구의회를 설립함으로써 정부 역량을 증진했다. 그는 홍콩 교통의 척추 역할을 하게 될 홍콩 지하철 공사 및 또 다른 주요한 인프라 프로젝트들을 감독했다. 맥리호스의 감시 하에 지역 공동체 및 예술 시설이 확장됐고 쓰레기 문제 및 폭력 범죄 등과 관련된 대중 캠페인이 도입됐다.
이러한 변화들은 영국 재무부로부터 늘어난 지출에 대한 승인을 요구했고 몇몇 반대에 부딪혔다. 실제로 그의 첫 임기 2년 간 영국령 홍콩 정부의 지출은 50% 늘었다.

### 주요 정책들
맥리호스 시기의 주요한 정책들은 다음을 포함한다.
- 의무교육 9년 도입
- 주택문제 해결을 위해 1972년에 10년 주택 프로그램 도입
- 샤틴과 튄문 같은 위성도시 신도시 조성
- 홍콩교야공원 설립
- 노동법령 도입과 승인
- 사회원조계획 설립
- 홍콩 지하철 공사
- 커뮤니티 시설 확충
- 중국어를 공용어로 지정
- 유급휴가 도입
- 노인층 대상 사회 서비스 공급 증가
- 병약자 및 장애인 수당 도입
- 노동자 퇴직금 도입
- 장애인 및 빈곤층에 대한 주요 재활 프로그램 도입
- 학교 및 병원 수 증가
- 범죄 및 법집행 도중 발생한 부상자 보상 도입
- 교통사고 희생자 지원 도입
- 노인층 대상 특수 요구 수당 도입
- 육체노동자 및 저임금 비육체노동자에 대한 질병 수당 도입
- 노동재판소 도입
- 홍콩체육학원 설립
- 홍콩 연예예술대학 설립

### 홍콩 주권 협상
맥리호스는 1979년 덩샤오핑과 더불어 신계 99년 조차 문제를 제기했다. 해당 논의의 내용은 그 당시엔 불분명했지만 결국 영국 정부를 관여시켰고 영구 양도된 홍콩의 나머지 지역들까지 포함하여 1997년 7월 1일 중화인민공화국으로의 홍콩 반환을 위한 길을 닦았다.
| 전임 데이비드 트렌치 | 제25대 홍콩의 총독 1971년 11월 19일 - 1982년 5월 8일 | 후임 에드워드 유드 |